# Unión Africana de Radiodifusión
La Unión Africana de Radiodifusión (en inglés: African Union of Broadcasting (AUB), en francés: Union Africaine de Radiodiffusion (UAR)) es un organismo profesional compuesta por las radiodifusoras nacionales de radio y televisión de los países africanos. Esta organización trabaja para desarrollar en la industria de la radiodifusión africana y fomentando el intercambio de programación autóctona y obteniendo las tarifas preferenciales por satélite para las organizaciones miembros.
Su sede en encuentra en la ciudad de Dakar capital de Senegal.
Es miembro de las Uniones Mundiales de Radiodifusión.

## Historia
AUB fue fundada en 1962 como la Unión de Organismos Nacionales de Televisión y Radio de África (en inglés:Union of African National Television and Radio Organizations, en francés: Union des Radiodiffusions et Televisions Nationales d'Afrique (URTNA)), como una agencia autónoma especializada en el que trabajaba bajo los auspicios de la Organización para la Unidad Africana (OUA). En 2006, la organización cambió su nombre y se pasó a llamarse Unión Africana de Radiodifusión en la Asamblea General de la URTNA celebrada en Abuya capital de Nigeria.

## Acuerdos de cooperación
Desde 2025, la Unión Africana de Radiodifusión mantiene un acuerdo de cooperación con la Alianza Informativa Latinoamericana que es una organización de noticias de televisión que integran a las 22 cadenas de televisión del continente americano y España.

## Miembros
Estos son los miembros en el que son naciones independientes dentro de la región de la radiodifusión de la AUB y están formados al menos un miembro por país.
| País                            | Organización de radiodifusión                        |
| ------------------------------- | ---------------------------------------------------- |
| Angola                          | Televisão Pública de Angola                          |
| Argelia                         | Radio Algérienne                                     |
| Argelia                         | Établissement public de télévision                   |
| Benín                           | Office de Radiodiffusion et Télévision du Bénin      |
| Botsuana                        | Botswana Television                                  |
| Burkina Faso                    | Radio Télévision du Burkina                          |
| Burundi                         | Radio Televisión Nacional de Burundi                 |
| Cabo Verde                      | Radiotelevisión Caboverdiana                         |
| Cabo Verde                      | TV Record                                            |
| Camerún                         | Cameroon Radio Television                            |
| Chad                            | Radiodiffusion Nationale Tchadienne                  |
| Comoras                         | Office de radio et télévision des Comores            |
| Congo                           | Télé Congo                                           |
| Costa de Marfil                 | Radio Television Ivoirienne                          |
| Egipto                          | Unión de Radio y Televisión Egipcia                  |
| Eritrea                         | Eri-TV                                               |
| Etiopía                         | Corporación de radiodifusión etíope                  |
| Gabón                           | Radio Télévision Gabonaise                           |
| Gambia                          | Gambia Radio & Television Service                    |
| Ghana                           | Ghana Broadcasting Corporation                       |
| Guinea                          | Radio Télévision Guinéenne                           |
| Guinea-Bisáu                    | Radiodifusión Nacional de Guinea-Bissau              |
| Guinea Ecuatorial               | Televisión de Guinea Ecuatorial (TVGE)               |
| Kenia                           | Kenya Broadcasting Corporation                       |
| Lesoto                          | Lesotho Broadcasting Service                         |
| Liberia                         | Liberia Broadcasting System                          |
| Libia                           | Libya Al Ahrar TV                                    |
| Madagascar                      | Télévision Malagasy                                  |
| Malawi                          | Malawi Broadcasting Corporation                      |
| Mali                            | Office de Radiodiffusion-Télévision du Mali          |
| Marruecos                       | Société nationale de radiodiffusion et de télévision |
| Marruecos                       | 2M TV                                                |
| Mauricio                        | Mauritius Broadcasting Corporation                   |
| Mauritania                      | TV de Mauritanie                                     |
| Mauritania                      | Radio Nationale                                      |
| Mozambique                      | Televisão de Moçambique                              |
| Namibia                         | Namibian Broadcasting Corporation                    |
| Níger                           | Oficina de Radio y Televisión de Níger               |
| Nigeria                         | Nigerian Television Authority                        |
| República Democrática del Congo | Radio-Télévision nationale congolaise                |
| Ruanda                          | Radio Rwanda                                         |
| Santo Tomé y Príncipe           | TVS                                                  |
| Senegal                         | Radiodiffusion Télévision Sénégalaise                |
| Seychelles                      | Seychelles Broadcasting Corporation                  |
| Sierra Leona                    | Sierra Leone Broadcasting Corporation                |
| Sudáfrica                       | South African Broadcasting Corporation               |
| Sudán                           | Sudan TV                                             |
| Sudán del Sur                   | South Sudan Television                               |
| Suazilandia                     | Swaziland Broadcasting and Information Service       |
| Tanzania                        | Tanzania Broadcasting Corporation                    |
| Togo                            | Televisión Togolesa                                  |
| Túnez                           | Radio Tunisienne                                     |
| Túnez                           | Télévision Tunisienne                                |
| Uganda                          | Uganda Broadcasting Corporation                      |
| Yibuti                          | Radio Televisión de Yibuti                           |
| Zambia                          | Zambia National Broadcasting Corporation             |
| Zimbabwe                        | Zimbabwe Broadcasting Corporation                    |

## Miembros participantes
Los siguientes nueve miembros de transmisión de AUB tienen estatus de participantes a partir de mayo de 2022.
| País       | Organización de radiodifusión |
| ---------- | ----------------------------- |
| Gabón      | Label TV                      |
| Ghana      | Metro TV                      |
| Ghana      | MTA International             |
| Ghana      | Multi TV                      |
| Ghana      | Net 2                         |
| Ghana      | SKYY                          |
| Ghana      | TV3                           |
| Mozambique | Soico                         |
| Senegal    | E-Media Invest                |
| Zambia     | Muvi TV                       |

## Miembros asociados
A continuación se incluye una lista de miembros asociados de la AUB. Se trata de las radiodifusoras internacionales que no pertenecen a las regiones de la AUB y a las asociaciones nacionales de radiodifusión.
| País                         | Organización de radiodifusión           | Sigla |
| ---------------------------- | --------------------------------------- | ----- |
| Países de la comunidad árabe | Viory                                   |       |
| Canadá                       | Videoship                               |       |
| Ciudad del Vaticano          | Radio Vaticano                          | VR    |
| Francia                      | Eutelsat                                |       |
| Francia                      | France Médias Monde                     | FMM   |
| Italia                       | RAI - Radiotelevisione Italiana         | RAI   |
| Rusia                        | RT                                      | RT    |
| Turquía                      | Corporación Turca de Radio y Televisión | TRT   |